# Хуотелин, Киммо
Ки́ммо Хуо́телин (род. 2 сентября 1974, Миккели, Финляндия) — финский хоккеист с мячом, чемпион мира.

## Карьера
Выступал в чемпионате Швеции за клуб «Эдсбюн». Четырежды становился чемпионом Элитсерии.
В 2008 году вернулся в родной клуб «Миккели Камппарит», где, помимо участия в матчах, выполняет административные функции.
Привлекался в сборную Финляндии, в составе которой стал чемпионом мира в 2004 году.

## Достижения
Чемпионат мира
- Чемпион мира 2004
- Вице-чемпион мира 1999
- Бронзовый призёр 2001, 2006, 2007, 2008, 2009, 2011

Чемпионат Финляндии
- Чемпион Финляндии 2012, 2015
- Вице-чемпион Финляндии 2012
- Бронзовый призёр чемпионата Финляндии  2013, 2016

Чемпионат Швеции
- Чемпион Швеции 2004, 2005, 2006, 2008

Прочие
- Лучший хоккеист Финляндии 2005, 2012